# Пардо из Ларино
Пардо (Пелопоннес, II, IV или VI век — Лучера, 17 октября III, V или VII века) — святой епископ. Дни памяти — 25, 26 и 27 мая, а также 17 октября.
Житие святого дошло до наших дней в двух редакциях: в виде анонимной "Vita brevior" (около X века) и "Vita prolixior", написанная Радойно, левитом Ларинским (около X-XI веков). Сведения о житии святого в этих источниках противоречивы. 
Согласно житиям, святой Пардо был епископом неизвестного Пелопоннесского города, седым старичком с густой белой бородой, у которого не было большого пальца. "Придя в негодование по отношению к нечестивым, он был вынужден уйти в изгнание". Он вместе с некоторыми клириками оставил  свою Пелопоннесскую церковь и, скитаясь, отправился в Рим к папе (сообразно "Vita prolixior" к Корнелию и, согласно, "Vita brevior", к неизвестному папе, который по мнению епископа Лучеры Пьетро Ранцано мог бы быть папой Григорием Великим).
Согласно "Vita prolixior", к святому Пардо присоединились некоторые из его сограждан, которые пытались убедить его вернуться на свое место. Будучи уже в преклонном возрасте и слаб здоровьем, он не внял их просьбы и по совету папы предоставил им возможность избрать нового епископа. Получив от папы возможность удалиться в место в Апулии, в сопровождении своих священнослужителей он достиг места недалеко от Лучеры. По словам историографов, в районе нынешней приходской церкви святого Иакова были построены две церкви: местное предание гласит, что одна из них была посвящена святому апостолу Иакову Старшему или святым апостолам Филиппу и Иакову Старшему. Другой была старинная часовня Санта-Мария-делла-Спига, построенная, вероятно, на остатках римского храма к северу от исторического центра. Оставшись там на долгие годы, чтобы вести жизнь покаяния и молитвы, святой Пардо отошёл ко Господу 17 октября неизвестного года в своей маленькой келье. Однако в агиографических документах, передающих нам его житие, нет записей, свидетельствующих о том, что святой Пардо был епископом Лучеры.
Согласно двум "житиям", Ларино был захвачен сарацинами и разрушен (некоторые историки ссылаются на 841-842 годы). Горожане были рассеяны по окрестным деревням, и в заброшенном и разрушенном городе жители Леpины смогли украсть мощи святых Примиана и Фирмиана. Вернувшись в свой город, жители Ларино обнаружили кражу и узнали, что ее совершили жители Лезины  вместе с жителями Лучеры, которые переехали туда вместе со своим епископом до разрушения их города Константом II в 663 году нашей эры. Затем, организовавшись,  они отправились в Лесину, чтобы забрать мощи своих святых, но необъяснимым образом направились к Лучере и, обойдя ее, достигли места, где был похоронен святой Пардо, обнаружив его тело нетронутым за исключением большого пальца. Они приняли обретение тела как знак Божественной воли и, взяв сельскохозяйственную колесницу и украсив её цветами, перевезли останки святого в Ларино, защитником которого он был провозглашен. Это было 26 мая 842 года. Предание гласит, что недалеко от города измученные поездкой волы, которые тянули телегу, остановились. Проводник стал молить святого Пардо, чтобы он помог ему завершить свое путешествие. Ему была открыта  казалось бы бесполезная идея посадить посох в землю. Как только проводник выполнил это действие, из земли хлынула вода, которая позволила напиться волам и благополучно закончить свое путешествие. До сих пор в память о легендарном событии в этом месте стоит источник святого Пардо.
Святой погребён в городском соборе Ларино.